# Skiathlon
Der Skiathlon ist eine Disziplin im Skilanglauf, die seit der Saison 1999/2000 im Weltcup ausgetragen wird. Im Prinzip ist der Skiathlon ein Jagdrennen, bei dem die Pause zwischen den beiden Läufen durch einen fliegenden Wechsel ersetzt wird. Seit 2003 ist der Skiathlon Teil der Nordischen Skiweltmeisterschaften und seit 2006 Teil der Olympischen Winterspiele. Skiathlons werden im Weltcup nur selten ausgetragen, da breite Strecken und ein großes Stadion benötigt werden.
Beim Skiathlon wird die erste Hälfte des Rennens in der klassischen Technik und die zweite Hälfte des Rennens in der moderneren Skating-Technik gelaufen. Die Athleten gehen im Massenstart auf die Strecke und wechseln nach der Hälfte der zurückzulegenden Distanz in dafür vorgesehenen Wechselboxen ihre Skier und Stöcke.
Die Langlaufdisziplin Skiathlon wird auch Verfolgung, Doppelverfolgung oder Ski-Duathlon genannt. Zuerst war bei Männern eine Distanz von 20 km und bei den Frauen eine von 10 km angesetzt. Von 2004 bis 2023 gingen die Herren über die Distanz von 30 Kilometern und die Damen über 15 Kilometer. Seit der Saison 2022/2023 laufen Frauen und Männer im Weltcup die gleichen Distanzen. In der Saison 2022/23 fand jedoch kein Skiathlon statt, somit laufen Männer und Frauen seit der Saison 2023/2024 im Weltcup, bei Nordischen Skiweltmeisterschaften und bei Olympischen Spielen über 20 km.

## Wettbewerbe und Gewinner (Nordische Skiweltmeisterschaften und Olympische Winterspiele)
| Jahr | Wettbewerb                            | Medaille           | Männer                                                                 | Frauen                                                           |
| ---- | ------------------------------------- | ------------------ | ---------------------------------------------------------------------- | ---------------------------------------------------------------- |
| 2003 | Nordische Ski-WM (Val di Fiemme)      | Gold Silber Bronze | Per Elofsson Tore Ruud Hofstad Jörgen Brink                            | Kristina Šmigun Evi Sachenbacher Olga Sawjalowa                  |
| 2006 | Olympische Winterspiele (Turin)       | Gold Silber Bronze | Jewgeni Dementjew Frode Estil Pietro Piller Cottrer                    | Kristina Šmigun Kateřina Neumannová Jewgenija Medwedewa-Arbusowa |
| 2007 | Nordische Ski-WM (Sapporo)            | Gold Silber Bronze | Axel Teichmann Tobias Angerer Pietro Piller Cottrer                    | Olga Sawjalowa Kateřina Neumannová Kristin Størmer Steira        |
| 2009 | Nordische Ski-WM (Liberec)            | Gold Silber Bronze | Petter Northug Anders Södergren Giorgio Di Centa                       | Justyna Kowalczyk Kristin Størmer Steira Aino-Kaisa Saarinen     |
| 2010 | Olympische Winterspiele (Vancouver)   | Gold Silber Bronze | Marcus Hellner Tobias Angerer Johan Olsson                             | Marit Bjørgen Anna Haag Justyna Kowalczyk                        |
| 2011 | Nordische Ski-WM (Oslo)               | Gold Silber Bronze | Petter Northug Maxim Wylegschanin Ilja Tschernoussow                   | Marit Bjørgen Justyna Kowalczyk Therese Johaug                   |
| 2013 | Nordische Ski-WM (Val di Fiemme)      | Gold Silber Bronze | Dario Cologna Martin Johnsrud Sundby Sjur Røthe                        | Marit Bjørgen Therese Johaug Heidi Weng                          |
| 2014 | Olympische Winterspiele (Sotschi)     | Gold Silber Bronze | Dario Cologna Marcus Hellner Martin Johnsrud Sundby                    | Marit Bjørgen Charlotte Kalla Heidi Weng                         |
| 2015 | Nordische Ski-WM (Falun)              | Gold Silber Bronze | Maxim Wylegschanin Dario Cologna Alex Harvey                           | Therese Johaug Astrid Uhrenholdt Jacobsen Charlotte Kalla        |
| 2017 | Nordische Ski-WM (Lahti)              | Gold Silber Bronze | Sergei Ustjugow Martin Johnsrud Sundby Finn Hågen Krogh                | Marit Bjørgen Krista Pärmäkoski Charlotte Kalla                  |
| 2018 | Olympische Winterspiele (Pyeongchang) | Gold Silber Bronze | Simen Hegstad Krüger Martin Johnsrud Sundby Hans Christer Holund       | Charlotte Kalla Marit Bjørgen Krista Pärmäkoski                  |
| 2019 | Nordische Ski-WM (Seefeld)            | Gold Silber Bronze | Sjur Røthe Alexander Bolschunow Martin Johnsrud Sundby                 | Therese Johaug Ingvild Flugstad Østberg Natalja Neprjajewa       |
| 2021 | Nordische Ski-WM (Oberstdorf)         | Gold Silber Bronze | Alexander Bolschunow Simen Hegstad Krüger Hans Christer Holund         | Therese Johaug Frida Karlsson Ebba Andersson                     |
| 2022 | Olympische Winterspiele (Peking)      | Gold Silber Bronze | Alexander Bolschunow Denis Spizow Iivo Niskanen                        | Therese Johaug Natalia Neprjajewa Teresa Stadlober               |
| 2023 | Nordische Ski-WM (Planica)            | Gold Silber Bronze | Simen Hegstad Krüger Johannes Høsflot Klæbo Sjur Røthe                 | Ebba Andersson Frida Karlsson Astrid Øyre Slind                  |
| 2025 | Nordische Ski-WM (Trondheim)          | Gold Silber Bronze | Johannes Høsflot Klæbo Martin Løwstrøm Nyenget Harald Østberg Amundsen | Ebba Andersson Therese Johaug Jonna Sundling                     |